# ساکنین سرزمین سکوت
ساکنین سرزمین سکوت فیلمی به کارگردانی  و نویسندگی سامان سالور ساختهٔ سال ۱۳۸۲ است. این فیلم به‌عنوان نخستین فیلم بلند سالور، در سال ۲۰۰۵ برنده جایزه منتقدان بین‌المللی فیپرشی از سی و پنجمین جشنواره فیلم کی‌یف مولودیست، جایزه پخش تلویزیون و جایزه تماشاگران جشنواره ایزولا اسلوونی، و جایزه ویژه هیئت داوران جشنواره بین‌المللی فیلم صوفیه شد.
فیلم ساکنین سرزمین سکوت همچنین نامزد دریافت جایزه پروانه زرین بهترین کارگردانی از جشنواره فیلم کودک و نوجوان اصفهان شد و در بخش مسابقه بیست و دومین جشنواره فیلم فجر حضور داشت. این فیلم به دنبال موفقیت در جشنواره ایزولا، در کانال دو تلویزیون ملی کشور اسلوونی به نمایش درآمد.

## داستان
فیلم داستان دو برادر نوجوان در منطقه‌ای دورافتاده است. یکی کارش خوراندن مواد مخدر به شترهای معتاد حامل قاچاق است و دیگری از کامیون‌های عبوری گازوئیل می‌دزدد و به خودشان می‌فروشد. بازگشت راننده‌ای به زادگاهش پس از سال‌ها، برای پایان دادن به زندگی‌اش و برخورد او با این دو برادر، زمینه شناخت بهتر این شخصیت‌ها از زندگی را فراهم می‌آورد.

## بازیگران
- حسین بنده‌علی
- حسن بنده‌علی
- امید رخ‌افروز
- روح‌اله فرخ‌نژاد